# 新日特季亞 (沃洛達爾卡區)
49°24′27″N 29°55′58″E / 49.40750°N 29.93278°E
新日特蒂亞（烏克蘭語：Нове Життя）是位於烏克蘭北部的村莊，由基辅州白采爾克瓦區的沃洛達爾卡市鎮負責管轄。該村面積0.6平方公里，海拔高度226米，2001年人口72，人口密度每平方公里119.6人。